# Lee Ju-ho
Lee Ju-ho (이주호?; Daegu, 17 febbraio 1961) è un politico sudcoreano, Presidente ad interim della Corea del Sud dal 2 maggio al 4 giugno 2025, in seguito alle dimissioni del Presidente ad interim e Primo ministro Han Duk-soo e del suo sostituto, il Primo Vice ministro della Corea del Sud Choi Sang-mok, ed attuale Primo ministro ad interim dal 2 maggio al 3 luglio 2025 per le medesime ragioni.
I due, infatti, avevano rinunciato agli incarichi, rispettivamente, per partecipare alle schedulate elezioni presidenziali dello stesso anno e per evitare una mozione di impeachment mossa nei suoi confronti dall’opposizione per le azioni della sua breve Presidenza ad interim, portando così al subentro di Lee ai sensi dell’ordine di successione costituzionale del paese. Il 4 giugno viene sostituito, rispettivamente, dal neo-eletto, Lee Jae-Myung nel ruolo di Presidente e da Kim Min-seok, il successivo 3 luglio, nel ruolo di Primo ministro.
Lee, oltre a questi incarichi (per cui è stato nominabile in virtù del suo ruolo), è stato anche Secondo Vice primo ministro e ministro dell'Istruzione, in questo caso con mandato pieno ed ordinario, dal 7 novembre 2022 al 29 luglio 2025, quando ha lasciato l’incarico per facilitare la transizione del nuovo esecutivo di Lee Jae-myung.
In precedenza, ha ricoperto l’incarico di Ministro dell’Istruzione dal 2010 al 2013.